# Elemente der Mathematik
Elemente der Mathematik est une  revue mathématique à évaluation par les pairs qui publie surtout des articles de synthèse en mathématiques. Elle est publiée  par la maison d'édition de la Société mathématique européenne pour le compte de la Société mathématique suisse. 

## Description
Elemente der Mathematik a été créé en  1946 par Louis Locher-Ernst, et transféré à la Société mathématique suisse en 1976.
Le journal publie surtout des articles de synthèse qui s'adresse à une large audience.
Elemente der Mathematik (EM) publie des articles de synthèse sur des développements importants dans le domaine des mathématiques, des communications plus courtes qui abordent des questions plus spécialisées,  et des articles qui rendent compte des dernières avancées en mathématiques et des applications dans d'autres disciplines. La revue cherche à s'adresser à un large cercle de lecteurs (enseignants, étudiants, ingénieurs). Une section de problèmes propose des exercices de divers degrés de difficulté. Des comptes-rendus de livres et de logiciels sont également publiés.

## Indexation
Le journal publie un volume annuel composé de 4 numéros paraissant en rythme trimestriel
Les articles du journal sont résumés et indexés par les bases de données Google Scholar,
Journal Citation Reports
Mathematical Reviews,
ou Zentralblatt MATH.

## Articles liés
- Liste des journaux scientifiques en mathématiques